# Демис Карибидис
Де́мис Кариби́дис (настоящее имя — Демья́н Ива́нович Кари́бов; род. 4 декабря 1982, Тбилиси) — российский шоумен, юморист, сценарист, продюсер и актёр телевидения. Бывший участник КВН и резидент «Comedy Club».

## Биография

### Ранние годы
Родился 4 декабря 1982 года в Тбилиси (Грузинская ССР). Имеет греческие корни.
После распада СССР Демис и его семья переехали в Салоники (Греция). В детстве плохо говорил на русском языке, но зато хорошо разговаривал на греческом, а также знал понтийский язык. В Салониках учился до восьмого класса.
Позже семья Карибовых переехала в российский город-курорт Геленджик. В России учёба давалась тяжело, так как Демис практически не знал русского языка и ему пришлось изучать его заново. После окончания школы поступил в Сочинский государственный университет туризма и курортного дела.

### Личная жизнь
Жена (с мая 2014 года) — Пелагея Карибова.
Дочери София (род. 2015), Дорофея (род. 2017) и Илария (род. 2021). Также есть сын Янис (род. 2019).

## Карьера

### Участие в КВН и Comedy Club
Будучи студентом попал в команду КВН «Руссо туристо». В 2004 году стал членом сразу двух команд — «Краснодарский проспект» и «БАК».
После КВН стал участником юмористической программы «Comedy Club». Также принимал участие в съёмках многих других проектов телеканала «ТНТ», таких как «Comedy Woman», «Наша Russia», «Импровизация», «Двое на миллион», «Студия СОЮЗ» и «Где логика?».

### Актёрская деятельность
Актёрский дебют Демиса Карибидиса состоялся в сериале «Универ. Новая общага», в котором он сыграл роль родственника Майкла.
В 2014 году сыграл роль Сержика в телесериале «Море. Горы. Керамзит».
В 2016 году исполнил роль старшего лейтенанта полиции Вадима Вахитова в комедийном телесериале «Бородач. Понять и простить».
В 2020 году исполнил небольшую роль Наполеона Бонапарта в телесериале «Гусар».
В 2021 году сыграл главную роль хозяина гестхауса в телесериале «Отпуск». Спустя 4 дня после выхода сериала Демис Карибидис стал гостем телепрограммы «Вечерний Ургант».

## Фильмография
- 2011 — Наша Russia — Вадим Вахитов, старший лейтенант полиции
- 2011—2018 — Универ. Новая общага — родственник Майкла
- 2014 — Море. Горы. Керамзит — Сержик
- 2016 — Бородач. Понять и простить — Вадим Вахитов, старший лейтенант полиции
- 2020 — Гусар — Наполеон Бонапарт
- 2021 — Отпуск — Боря, хозяин гестхауса в Геленджике
- 2022 — Галустян + — Рудик, бывший оператор Жорика Вартанова (Пятигорск) (пилотный выпуск)
- 2023 — Полярный — камео (3 сезон, 15 серия)
- 2023 — Иван Васильевич меняет всё — инженер-изобретатель Шурик
- 2024 — Светлаков + — Белка
- 2025 — Демис и Марина — Демис[13]

### Озвучивание мультфильмов
- 2014 — Попугай Club — пограничники / омоновцы